# Artik-Staudamm
Der Artik-Staudamm ist ein Staudamm in der nordarmenischen Provinz Schirak, der das Karnut-Reservoir aufstaut.
Der Staudamm steht ca. 20 km südsüdöstlich der Stadt Gjumri, dem früheren Leninakan und nordwestlich von Artik am Fluss Mantasch, einem linken Nebenfluss des Achurjan. Der Stausee fasst 2 Mio. m³.
Nach fünf Jahren Betriebszeit brach der Artik-Staudamm im Jahr 1994. Ein ganzer Abschnitt des Dammes brach zusammen. Die genaue Ursache des Dammbruchs ist nicht bekannt.
Der Staudamm war in sowjetischer Zeit zur Bewässerung gebaut und von VNIIG in St. Petersburg geplant worden. Er bestand aus einer Sandschüttung, war 500 m lang und 18 m hoch. Die Luftseite war mit Gras bewachsen und die Wasserseite mit größeren Steinen auf einer Lehmschicht bedeckt. Beide Seiten hatten eine Neigung von 1,5:1. Das ist ziemlich steil. Die Dammkrone war 6 m breit und ungepflastert.
Der Boden des Reservoirs ist sehr durchlässig. Deshalb war er mit einer Geomembran aus Polyethylen bedeckt, die bis zum Dammfuß reichte. Sie war zwischen zwei 0,5 m dicken Lehmschichten gelagert. Die Überlappungen waren nur gefaltet, nicht verschweißt.
An der Talsperre gab es wenige oder keine Überwachungseinrichtungen.
In halber Dammhöhe war auf der Wasserseite ein Entnahmebauwerk gebaut worden, von dem aus in gleicher Höhe ein Durchlass bis zur Luftseite führte. An diesem Durchlass begann der Bruch.
Es wird angenommen, dass am Ende des Frühlings 1994 das Wasser im Stausee anstieg, die Durchsickerung zunahm und sich Suffosion und Piping ausbildeten. Sembenelli vergleicht den Mechanismus des Dammbruchs mit dem des Teton-Staudamms. Schließlich brach die Dammböschung zusammen, so dass der Staudamm überflutet und fortgespült wurde. Die Flutwelle überflutete zwei Dörfer, es gab zwei Tote und hohe materielle Verluste.